# Institut Biochimique SA
Institut Biochimique SA, meglio noto con l'acronimo IBSA, è una multinazionale farmaceutica svizzera fondata nel 1945 a Lugano. L'azienda è attiva in 10 aree terapeutiche, detiene 90 famiglie di brevetti ed inoltre è uno dei quattro maggiori operatori a livello globale nell'area della Medicina della Riproduzione e uno dei leader mondiali nei prodotti a base di acido ialuronico.

## Storia
IBSA fu fondata nel 1945 a Lugano e inizialmente si concentrò sul mercato svizzero. Nel 1985 fu acquisita dall'attuale amministratore delegato Arturo Licenziati che da piccolo laboratorio l'ha trasformata in un'azienda internazionale.
IBSA è alla continua ricerca di soluzioni terapeutiche capaci di migliorare la salute del paziente, offrendo “farmaci nella forma migliore”. L'obiettivo di IBSA è quello di portare nuova linfa a quei settori spesso trascurati, utilizzando tecnologie all'avanguardia per ottimizzare la biodisponibilità dei principi attivi dei farmaci comunemente in uso, sviluppando sistemi di cura più funzionali ai bisogni reali delle persone.
I pilastri su cui IBSA fonda la sua filosofia sono: Persona, Innovazione, Qualità e Responsabilità.

## Struttura
L'azienda opera in oltre 90 Paesi nel mondo e 5 continenti con 16 filiali dislocate in Europa, Cina e Stati Uniti. Impiega 2.000 persone distribuite fra la sede centrale, le filiali e i siti produttivi 
Dalla sede centrale di Lugano si dirama una rete di stabilimenti produttivi e laboratori di Ricerca e Sviluppo che copre tutto il Canton Ticino e che si espande in Italia e nel mondo.

## Aree terapeutiche
IBSA è attiva in dieci aree terapeutiche: medicina della riproduzione, endocrinologia, dolore e infiammazione, osteoarticolare, medicina estetica, dermatologia, uro-ginecologia, cardiometabolica, respiratoria e consumer health.
Il suo portfolio prodotti è ampio e diversificato:
- Medicina della riproduzione: l'area ha prodotti per il trattamento dell'infertilità a base di sostanze farmacologicamente attive, purificate con un peculiare processo.[3]
- Endocrinologia: comprende prodotti per il trattamento dell'ipotiroidismo.
- Dolore e infiammazione: i farmaci antinfiammatori non steroidei (FANS) sono ancora ampiamente utilizzati per il trattamento sintomatico del dolore e in quest'ambito sono diverse le soluzioni per uso topico, orale e transdermico.
- Osteoarticolare: l'area consta di prodotti che si possono assumere per via orale o che possono essere somministrati attraverso infiltrazioni intra-articolari.
- Medicina estetica: una gamma completa di prodotti basati sul concetto di azione Hydrolift®, un approccio volto a contrastare la diminuzione fisiologica di acido ialuronico (hyaluronic acid - HA) presente nella cute. La linea è stata ampliata grazie a una innovativa tecnologia brevettata IBSA – la tecnologia NAHYCO® - che è in grado di stabilizzare termicamente soluzioni di complessi ibridi cooperativi di acido ialuronico ultra-puro.[4]
- Dermatologia: La linea dermatologica comprende prodotti a base di acido ialuronico, ottenuto per via biofermentativa, brevettato e certificato e prodotti cosmetici che leniscono le irritazioni cutanee di diversa natura.
- Uro-ginecologia: prodotti ad uso intra-vescicale e orale (capsule molli) mirati al trattamento dell'urotelio e prodotti disponibili nell'innovativa forma di dosaggio in film orosolubile (IBSA Film Tec®) la cui azione si focalizza sulla disfunzione erettile, un disturbo della sfera sessuale maschile.
- Cardiometabolica: soluzioni per il trattamento e il controllo dei trigliceridi e del colesterolo
- Respiratoria: una gamma di prodotti mucolitici e prodotti a base di acido ialuronico nebulizzati per il trattamento adiuvante di vari disturbi delle vie respiratorie.
- Consumer Health: comprende diverse soluzioni per affrontare al meglio le piccole sfide a cui ogni giorno è esposto l'organismo.

## Ricerca e sviluppo
IBSA è impegnata nello sviluppo di tecnologie innovative, nuove formulazioni e sistemi di somministrazione e rilascio di farmaci più funzionali e mirati alla cura.
Grazie alla ricerca e sviluppo, in collaborazione con Roquette, ha messo a punto e sintetizzato una nuova idrossipropil-β-ciclodestrina (HPBCD) altamente purificata, rendendo disponibile sul mercato l'unica formulazione in soluzione acquosa, somministrabile per via sottocutanea, utile a supplementare la fase luteale in un ciclo di procreazione medicalmente assistita.
IBSA ha sviluppato prodotti a base di acido ialuronico che trovano applicazione in ambiti quali la medicina dermoestetica e l'area osteoarticolare. L'acido ialuronico è ottenuto attraverso un processo biofermentativo brevettato, è di grado “ultra puro” e in grado di mimare le caratteristiche dell'acido ialuronico naturalmente presente nel corpo umano. Inoltre, è sempre di IBSA il brevetto sulla tecnologia NAHYCO®, che è alla base della formazione di complessi ibridi cooperativi di acido ialuronico ultra-puro, termicamente stabilizzato.
Altri prodotti, tecnologicamente all'avanguardia, sviluppati da IBSA sono i film orodispersibili (ODF), chiamati anche film orosolubili o film orali: una nuova forma di dosaggio costituita da piccoli fogli sottili, flessibili e simili a un francobollo, che si sciolgono rapidamente a contatto con la saliva e che consentono il rilascio immediato del principio attivo, facilitando e velocizzando la loro somministrazione.
Infine, diversi cerotti medicati topici e transdermici, formulati per avere un'azione locale, unicamente in un'area circoscritta, oppure transdermica con azione sistemica.

## IBSA Foundation per la ricerca scientifica
IBSA Foundation per la ricerca scientifica è stata istituita nel 2012 a Lugano. È il pilastro e principale promotore delle attività di responsabilità sociale (CSR) del Gruppo. IBSA Foundation sostiene la ricerca scientifica e promuove la divulgazione mediante attività di formazione, arte e scienza, cultura e salute.
La sua visione è andare oltre la cura nella piena consapevolezza dell'importanza del ruolo esercitato dalla cultura nelle sfere del benessere individuale e sociale. La missione è quella di promuovere una cultura scientifica autorevole e accessibile attraverso la divulgazione, l'adesione a un network scientifico internazionale e il sostegno alla ricerca. Let's Science! Divulgare parlando alle generazioni - la Repubblica